# 鈴木さち
鈴木 さち（すずき さち、1919年〈大正8年〉3月31日 - 2015年〈平成27年〉3月22日）は、日本の70代内閣総理大臣である鈴木善幸の妻。北海道出身。

## 経歴
北海道庁立函館水産学校（現・北海道函館水産高等学校）の初代校長である萩原茂の長女として生まれる。「家庭寮」を卒業後、そこの助手をしていた際に鈴木善幸の恩師である伊谷以知二郎の紹介で1939年（昭和14年）11月2日に乃木神社で結婚。
1947年（昭和22年）に夫の善幸が衆議院議員選挙に当選し代議士の妻となる。1980年（昭和55年）7月17日から1982年（昭和57年）11月27日までの間は、夫が内閣総理大臣に在任したため、ファーストレディとして活動した。
2015年（平成27年）3月22日、老衰のため死去。95歳没。喪主は長男の鈴木俊一が務めた。

### 書籍出典
1. ↑  『財界家系譜大観 第6版』（現代名士家系譜刊行会、1984年）p.460
2. ↑  人事興信録45版す72
3. ↑  竹内正浩『「家系図」と「お屋敷」で読み解く歴代総理大臣 昭和・平成篇』（実業之日本社、2017年）p.231
4. 1 2  「総理大臣の妻たち」（小林吉弥、日本文芸社、1995年）

### ウェブ新聞出典
1. 1 2  「鈴木さちさんが死去　故鈴木善幸元首相の妻」『日本経済新聞』日本経済新聞社、2015年3月25日。オリジナルの2015年3月27日時点におけるアーカイブ。2021年4月14日閲覧。

| 先代 大平志げ子 | 内閣総理大臣夫人 1980年7月17日 - 1982年11月27日 | 次代 中曽根蔦子 |